# Eva Ödlund
Eva Ödlund (1964. augusztus 12. –) svéd nemzetközi női labdarúgó-játékvezető.

## Pályafutása

### Nemzeti játékvezetés
A nemzeti labdarúgó-szövetségnek megfelelő bírói bizottságok minősítése alapján jutott magasabb osztályokba. A küldési gyakorlat szerint rendszeres 4. bírói, illetve alapvonalbírói szolgálatot is végzett. Az I. Liga játékvezetőjeként 2009-ben vonult vissza.

### Nemzetközi játékvezetés
A Svéd labdarúgó-szövetség Játékvezető Bizottsága (JB) terjesztette fel nemzetközi játékvezetőnek, a Nemzetközi Labdarúgó-szövetség (FIFA) 1994-től tartotta nyilván bírói keretében. Több nemzetek közötti válogatott és klubmérkőzést vezetett, vagy működő társának 4. bíróként segített. A  nemzetközi játékvezetéstől 2009-ben a FIFA JB 45 éves korhatárát eléve búcsúzott.

#### Női labdarúgó-világbajnokság
A világbajnoki döntőkhöz vezető úton Svédország a 2., az 1995-ös női labdarúgó-világbajnokságot, illetve Amerikai Egyesült Államokban a 4., a 2003-as női labdarúgó-világbajnokságot rendezték, ahol a FIFA JB játékvezetőként, illetve 4. bíróként alkalmazta. 1995-ben egyedüli játékvezetőként egy alkalommal 2. pozícióban partbíróként szolgált. Világbajnokságon vezetett mérkőzéseinek száma: 1.

##### 1995-ös női labdarúgó-világbajnokság

###### Világbajnoki mérkőzés
| Időpont         | Helyszín                      | Mérkőzés típusa              | Mérkőzés      | Eredmény | Nézők száma |
| --------------- | ----------------------------- | ---------------------------- | ------------- | -------- | ----------- |
| 1995. június 6. | Olimpiai Stadion, Helsingborg | csoportmérkőzés (B. csoport) | Anglia–Kanada | 3 – 2    | 655         |

##### 2003-as női labdarúgó-világbajnokság

###### Selejtező mérkőzés
| Időpont             | Helyszín                               | Mérkőzés típusa           | Mérkőzés               | Eredmény |
| ------------------- | -------------------------------------- | ------------------------- | ---------------------- | -------- |
| 2001. augusztus 25. | Kolos Stadion, Boryspil                | előselejtező (1. csoport) | Ukrajna–Csehország     | 4 – 1    |
| 2001. szeptember 4. | Sportplatz Lättich Stadion, Baar       | előselejtező (2. csoport) | Svájc–Finnország       | 1 – 0    |
| 2002. május 4.      | Adelino Ribeiro Novo Stadion, Barcelos | előselejtező (4. csoport) | Portugália–Németország | 0 – 8    |

#### Női labdarúgó-Európa-bajnokság
A női európai labdarúgó torna döntőjéhez vezető úton Norvégia és Svédország a 4., az 1997-es női labdarúgó-Európa-bajnokságot, Németország az 5., a 2001-es női labdarúgó-Európa-bajnokságot, valamint Anglia a 6., a 2005-ös női labdarúgó-Európa-bajnokságot rendezte, ahol az UEFA JB játékvezetőként foglalkoztatta.

##### 1997-es női labdarúgó-Európa-bajnokság

###### Európa-bajnoki mérkőzés
| Időpont         | Helyszín                   | Mérkőzés típusa              | Mérkőzés          | Eredmény | Nézők száma |
| --------------- | -------------------------- | ---------------------------- | ----------------- | -------- | ----------- |
| 1997. július 2. | Åråsen Stadion, Lillestrøm | csoportmérkőzés (B. csoport) | Olaszország–Dánia | 2 – 2    | 538         |
| 1997. július 6. | Melløs Stadion, Moss       | csoportmérkőzés (B. csoport) | Dánia–Németország | 0 – 2    | 4037        |

##### 2001-es női labdarúgó-Európa-bajnokság

###### Európa-bajnoki mérkőzés
| Időpont          | Helyszín                       | Mérkőzés típusa              | Mérkőzés            | Eredmény | Nézők száma |
| ---------------- | ------------------------------ | ---------------------------- | ------------------- | -------- | ----------- |
| 2001. június 28. | Kreuzeiche Stadion, Reutlingen | csoportmérkőzés (B. csoport) | Franciaország–Dánia | 3 – 4    | 5400        |

##### 2005-ös női labdarúgó-Európa-bajnokság

###### Selejtező mérkőzés
| Időpont            | Helyszín                       | Mérkőzés típusa           | Mérkőzés               | Eredmény |
| ------------------ | ------------------------------ | ------------------------- | ---------------------- | -------- |
| 2003. augusztus 9. | Városi Stadion, Kijev          | előselejtező (4. csoport) | Ukrajna–Németország    | 1 – 3    |
| 2004. május 23.    | Almondvale Stadion, Livingston | előselejtező (4. csoport) | Skócia–Portugália      | 2 – 1    |
| 2004. november 27. | Hrádkem Stadion, Čáslav        | rájátszás (2. mérkőzés)   | Csehország–Olaszország | 0 – 3    |

#### Nemzetközi kupamérkőzések
Vezetett kupadöntők száma: 1.

##### Női UEFA-kupa
| Időpont         | Helyszín                           | Mérkőzés típusa     | Mérkőzés                                | Eredmény | Nézők száma |
| --------------- | ---------------------------------- | ------------------- | --------------------------------------- | -------- | ----------- |
| 2006. május 27. | Bornheimer Hang Stadion, Frankfurt | döntő első mérkőzés | 1. FFC Frankfurt–1. FFC Turbine Potsdam | 3 – 2    | 13 200      |

## Sportvezetőként
Pályafutását befejezve a FIFA/UEFA JB nemzetközi ellenőre, instruktora.